# Alice Barlow
Alison "Alice" Barlow (Macclesfield, Cheshire, 9 de agosto de 1991) es una actriz y cantante inglesa, más conocida por haber interpretado a Rae Wilson en la serie Hollyoaks.

## Biografía
Es muy buena amiga de los actores Kieron Richardson, P.J. Brennan y la actriz Bianca Hendrickse-Spendlove.

## Carrera
En 2008 participó en el programa de canto The Stobart Factor el cual ganó. El 5 de octubre de 2009, se unió al elenco principal de la exitosa serie británica Hollyoaks, donde interpretó a Rae Wilson hasta el 9 de diciembre de 2011.
En 2012 apareció como invitada en un episodio de la serie Crime Stories, donde dio vida a Isabella "Bella" Davis. En 2013 consiguió entrar en el talent show The Voice UK, pero fue eliminada en la ronda de batallas contra Andrea Begley, la ganadora de la edición.

## Filmografía[2]

### Series de televisión
| Año               | Título            | Personaje      | Notas                                |
| ----------------- | ----------------- | -------------- | ------------------------------------ |
| 2017              | Coronation Street | Nancy Briers   | 3 episodios                          |
| 2013, 2015 - 2016 | Drifters          | Sara           | 4 episodios                          |
| 2015              | Banana            | Harriet        | episodio # 1.5                       |
| 2015              | Benidorm          | Annie          | 3 episodios                          |
| 2014              | Staff Room        | Emma           | episodio "The Birthday Boy"          |
| 2014              | Casualty          | Lucy           | episodio "When Nothing Else Matters" |
| 2012              | Crime Stories     | Isabella Davis | episodio # 1.16                      |
| 2009 - 2011       | Hollyoaks         | Rae Wilson     | 87 episodios                         |
| 2011              | Hollyoaks Later   | Rae Wilson     | episodio # 4.5                       |

### Apariciones
| Año  | Programa     | Notas                     |
| ---- | ------------ | ------------------------- |
| 2013 | The Voice UK | 2 episodios - concursante |

## Premios y nominaciones
| Año  | Categoría                                                          | Premio                        | Programa  | Resultado |
| ---- | ------------------------------------------------------------------ | ----------------------------- | --------- | --------- |
| 2011 | Best Love Triangle (junto a Emmett J. Scanlan & Kieron Richardson) | All About Soap Awards         | Hollyoaks | Ganaron   |
| -    | Most Promising Female Youngster                                    | Cheshire Theatre Guild Awards | -         | Nominada  |